# Glimminge

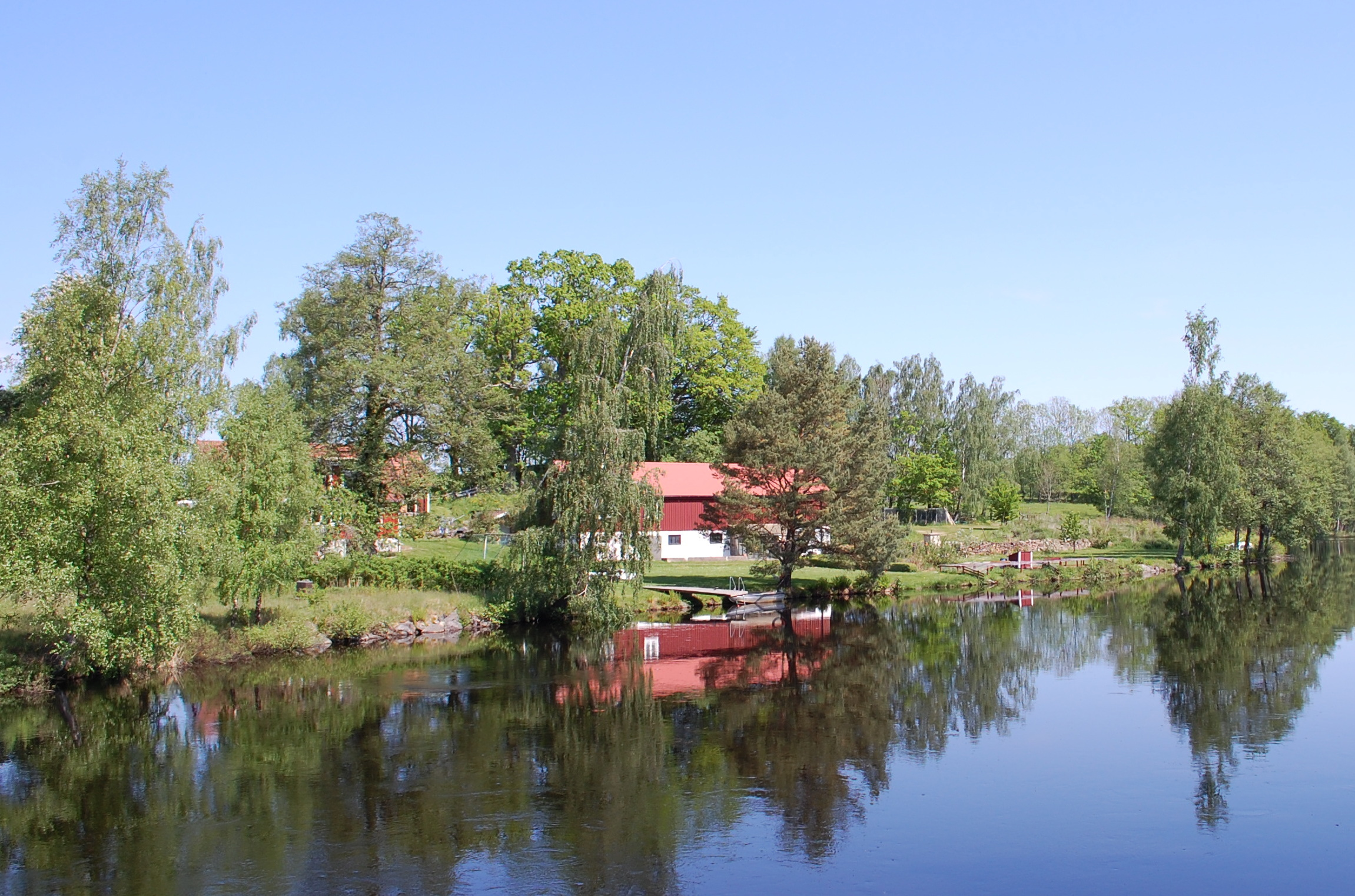
Häuser am Helge å

Glimminge ist ein Dorf in der schwedischen Gemeinde Östra Göinge im Nordosten der Provinz Skåne län.

## Lage
Das Dorf liegt nördlich von Broby am Fluss Helge å. Westlich des Orts verläuft der Riksväg 19. Es wird nicht als Småort geführt und zählt somit weniger als 50 Einwohner.
Glimminge liegt an der nicht mehr betriebenen Bahnstrecke Hästveda–Karpalund. Im Ort befand sich ein Bahnhof, eine Post und Geschäfte. Heute kann die Eisenbahnstrecke zwischen Broby und Glimminge mit Draisinen befahren werden, die in Broby ausgeliehen werden können.
Über den Helge å führt die historische Steinbogenbrücke Glimminge.
Ein 250-kW-Windkraftwerk nordöstlich des Orts, das im Februar 2002 baubewilligt und später errichtet wurde, ist spätestens seit September 2017 wieder abgebaut.